# Meddle
Meddle (англ. Втручання) — шостий альбом британського рок-гурту Pink Floyd. Вийшов 13 листопада 1971 року у Великій Британії. У США альбом вийшов раніше — 30 жовтня 1971 року під лейблом Capitol Records. Під час запису альбому гурт вперше використав магнітофони з 16-ма доріжками.
Meddle досяг третього місця в хіт-параді y Великій Британії та 70-го місця в США. CD в новому цифровому мастерінгу був виданий 1992 року та перевиданий в серпні 1994 року в Європі і в квітні 1995 року в США.
Вважають, що цей альбом, у якому група вперше показала свій темперамент, без сумніву, є відображенням зростаючої впевненості Девіда Гілмора у своєму таланті. Meddle складається з двох музичних поем і чотирьох досить стандартних пісень, записаних групою в Ер Студіос (перші записи групи на 16 доріжках), на Еббі-роуд, Морган Саунд і на кухні, в будинку у Райта.

## Історія
Назва альбому Meddle була придумана під час туру в Японію, і представляла, за висловом Гілмора, гру слів, щось середнє між «медаль» і «втручатися», а попросту — «медаль за втручання». За структурою Meddle був дуже схожий з попереднім альбомом Atom Heart Mother. У альбомі вперше був сформований фірмовий саунд Pink Floyd, звичний для більшості слухачів, основою якого став тандем Вотерс-Гілмор, також Meddle уперше ліквідує залишки психоделії і знаменує вступ до найбільш творчо плідного для групи десятиліття. Девід Гілмор уже більше не розглядали як новачка, він став провідним музикантом групи, у той час як Вотерс, який спочатку вимушено займався поетичною творчістю, у зв'язку з відходом Барретта, почав долати дитячо-пасторальний характер своєї ранньої лірики, в результаті чого вона стала більш глибокою і змістовною.
Одну сторону платівки зайняли короткі пісні та одна інструментальна п'єса, другу — розгорнута багаточастинна сюїта, 23-хвилинна «епічна звукова поема» (як її назвав Вотерс) під назвою Echoes («Відлуння»). У ній група вперше використала 16-трекові магнітофони взамін чотирьохканальної і восьмиканальної апаратури, а також новий синтезатор VCS3. При створенні центральної композиції альбому музиканти застосували новий метод: не маючи заздалегідь ніяких заготівок, вони усамітнилися в січні 1971 року в студії на Еббі-роуд, і стали записувати всі ідеї, що виникають у них в головах. У результаті вийшло тридцять шість музичних фрагментів, з яких і була створена Echoes.
Дуже цікавим дизайном обкладинки займалася студія Hipgnosis Сторма Торгерсона, за ідеєю членів групи, на фотографії, схожої на перший погляд на абстрактні чорнильні розводи, насправді було зображено поросяче вухо під водою, по якій розходяться концентричні кола від падаючих крапель, які втілюють «відлуння» ключової композиції.
Незважаючи на те, що Meddle породив змішану реакцію критиків і посів у британському хіт-параді 3 рядок (у США 70-е місце), він став великим кроком вперед для самої групи. У той час як фанати раннього «Пінк Флойда» були дещо спантеличені, група придбала численну нову аудиторію, якій подобався інтелектуальний рок, і якій було мало що відомо про «психоделічне» минуле групи. Meddle став своєрідним маніфестом для збільшення рядів шанувальників Pink Floyd і підготував ґрунт для подальшого успіху.
Альбом було видано на CD в новому цифровому мастерінгу та знову перевидано в серпні 1994 року в Європі і в квітні 1995 року в США.

## Учасники запису
Pink Floyd
Девід Гілмор
- Гітара в A Pillow of Winds, Fearless та Echoes
- Електрична гітара в One of These Days, A Pillow of Winds та Echoes
- Акустична гітара в A Pillow of Winds, Fearless та Seamus
- Бас-гітара в A Pillow of Winds
- Вокал в A Pillow of Winds, Fearless, Seamus та Echoes
- Гармоніка в Seamus

Роджер Вотерс
- Бас-гітара в усіх композиціях
- Вокал у Fearless
- Вокал та акустична гітара в San Tropez
- Ритм-гітара в Fearless

Річард Райт
- Клавішні у Fearless, San Tropez, Seamus та Echoes
- Орган в A Pillow of Winds та Echoes
- Вокал в Echoes

Нік Мейсон
- Ударні в усіх композиціях
- Промовляє єдиний рядок «One of these day I'm doing to cut you into little pieces!» у One of These Days

Seamus — пес, який виє в Seamus
Примітка: Не зрозуміло, хто грає на арфі в Seamus можливо Гілмор.
Технічний персонал
- Роб Блек — інженерінг (Morgan Studio)
- Пітер Боун — інженерінг (Air і EMI Studios)
- Пітер Карзон — ремастерінг
- Боб Доулінг — оформлення
- Джеймс Гатрі — ремастерінг
- «Hipgnosis» — оформлення
- Джон Лекі — інженерінг (Air і EMI Studios)
- Тоні Мей — оформлення
- Pink Floyd — дизайн
- Роджер Куестед — інженерінг («Morgan Studio»)
- Даг Сакс — ремастерінг
- Сторм Торгерсон — дизайн і ремастерінг

## Автори та виконавці
1. One of These Days (Роджер Вотерс, Річард Райт, Дэвід Гілмор, Нік Мейсон) — 5:57
  - Промовляє текст: Нік Мейсон
2. A Pillow of Winds (Waters, Девід Гілмор) — 5:10
  - Вокал: Девід Гілмор
3. Fearless (Waters, Дэвід Гілмор) — 5:50
  - Вокал: Девід Гілмор
4. San Tropez (Роджер Вотерс) — 3:43
  - Вокал: Роджер Вотерс
5. Seamus (Роджер Вотерс, Річард Райт, Нік Мейсон, Дэвід Гілмор) — 2:15
  - Вокал: Девід Гілмор
6. Echoes (Роджер Вотерс, Річард Райт, Дэвід Гілмор, Нік Мейсон) — 23:31
  - Вокал: Девід Гілмор та Річард Райт

## Композиції

### One Of These Days
На днях
(Мейсон, Гілмор, Вотерс, Райт)
У фільмі Live At Pompeii і на багатьох концертах цю пісню оголошували, як «Днями я розріжу тебе на дрібні шматочки» — саме так звучить єдина фраза, сказана уповільненим голосом Ніка Мейсона в композиції. Вітер поступається місцем загрозливій мелодії бас-гітари («Бінсон» з ефектом відлуння), до якої приєднуються клавішні, що грають стакато, і досить нескладний ритм ударних; потім слідує досить переконливе гітарне соло. Бас-гітара записана на двох доріжках — Гілмор грає в одному стереоканалі, а Уотерс — в іншому. Мелодія на четвертій хвилині композиції не що інше, як музична тема телевізійного серіалу «Doctor Who». Композиція завжди була однією з улюблених на концертах, її включили в передачу In Concert на Бі-Бі-Сі в жовтні 1971 року — останній раз, коли Pink Floyd спеціально щось виконували для Бі-Бі-Сі (запис у студії включав також блюзовий інструментал, який транслювали тільки в США). Під час світового турне 1987–1988 років, композиція відкривала другу частину програми, а на концертах 1994 року була записана версія, що потрапила на другу сторону синглу High Hopes/Keep Talking.

### A Pillow Of Wind
Подушка вітрів
(Гілмор, Вотерс)
Пасторально-задумлива і дуже «англійська» композиція пов'язана воєдино органом Річарда «Ріка» Райта, який знаходився на другому плані в аранжуванні інструментів. Так само як Fearless і San Tropez, пісню не виконували на концертах, очевидно музиканти розглядали її більше як «заповнювач» альбому, ніж центральну композицію.

### Fearless
Безстрашний
(Гілмор, Вотерс)
Непримітна композиція, хоча слова Вотерса, які виспівує Гілмор, і натякають на якісь майбутні події. Наприкінці композиції чутно, як уболівальники на стадіоні Енфілд у Ліверпулі виконують «місцевий» гімн — Річардом Роджерсом і Оскаром II Хаммерстайном You'll Never Walk Alone («Ти ніколи не підеш поодинці»).

### San Tropez
Сан-Тропе
(Вотерс)
Є цинічною карикатурою Вотерса на самого себе, яка пояснює, наскільки добре соціалістичні ідеали поєднуються в ньому із замашками багатої рок-зірки. Деякі, утім, вважають, що найбільш туманні місця пісні мають відношення до першого досвіду Роджера з ЛСД, якого він спробував у Греції разом зі своїм кембріджским другом Найджелом Гордоном.

### Seamus
Шимус
(Мейсон, Гілмор, Вотерс, Райт)
З'явилася на світ як жарт. Собака на ім'я Шимус (Seamus) належала Стіву Мерріоту, який грав у Small Faces та Humble Pie, і навчив пса вити, як тільки той почує блюз. В студію пса привів Дейв Гілмор, друзі якого наглядали за собакою, поки господаря не було вдома. До того часу музиканти вже були дуже обкурені. Коли Гілмор почав імпровізувати щось блюзове, пес став скиглити і вити, що викликало у присутніх істеричний регіт та заклики до інженера Джона Леккі негайно включити запис.

### Echoes
Відлуння
(Мейсон, Гілмор, Вотерс, Райт)
Друга сторона альбому заповнена шедевром тривалістю 23,5 хвилини, який став результатом накладання студійної гри на монтаж більше двадцяти мелодій і музичних тем. Фрагментам були спочатку присвоєні робочі назви «Нічого, частини 1–24». У міру того, як розвивалася робота, окремим частинам надавалися свої назви — у стилі японських кінофільмів про монстрів — «Син з нічого» і «Повернення сина з нічого». Іноді композиціям надавали більш земні назви, які тиражували пірати. Під час перших концертних виконань музиканти пов'язували поезію тематично з різними планетами і космосом, але на час виходу альбому лірика ставала все більш замкнутою в собі. Писк сонара, що відкриває композицію, вийшов випадково, коли Рік підключив своє фортепіано через підсилювач «Леслі». Пізніше у музикантів пішло багато часу на те, щоб спробувати відтворити цей звук, і коли спроби не вдалися, ефект запозичили з оригіналу однієї з демонстраційних плівок, записаної в студії на «Еббі-роуд». В основному ж робота над альбомом проходила в «Ер Студіос». Напруга в крещендо, яке вело до третьої частини, досягає апогею, але сам куплет «є не антиклімаксом, а скоріше посткоїтальним мерехтінням». У багатьох концертних виступах публіка не хотіла, щоб закінчувалася музика «Echoes», пісню виконували з найбільшим ефектом у фільмі Pink Floyd — Live At Pompeii, де її грали двома частинами, завершуючи концерт у порожньому Колізеї. Також композиція стала родзинкою студійної програми In Concert на Бі-Бі-Сі в 1971 році. Ще одного варіанту виконання було записано Бі-Бі-Сі для In Concert в 1974 році, одночасно з «Dark Side…». Середню частину Echoes періодично використовували музиканти під час концертних виконаннях Embryo. Незважаючи на зростаючий успіх концертів, Роджеру Вотерсу це швидко набридло і він став частенько бавитися тим, що оголошував композицію під безглуздими іменами, наприклад, «Дивлячись через дірки колготок на дерев'яну ногу бабусі» або «Ми виграли двічі» — після виграшу улюбленої футбольної команди «Арсенал» в кубку Англії і завоювання нею першого місця в Англійській футбольній лізі в 1971 року. Студійний запис Echoes звучить також у фільмі про серфістів Crystal Voyager, де вона супроводжує сцени показу хвиль і моря, зняті камерою, встановленою на дошці для серфінгу. Очевидно, ці сцени справили належне враження на музикантів, так як вони використовували подібні іміджі в світлових ефектах при відкритті цією композицією кількох концертів турне 1987 року. На початку 1990-х років одне з рекламних агентств намагалося отримати дозвіл на використання композиції та кадрів з фільму Crystal Voyager для реклами засобу для чищення сантехніки, але безрезультатно.
Нова версія цієї композиції була виконана Девідом Гілмором на концерті Remember That Night у червні 2006 року у лондонському «Альберт-холлі» на підтримку свого сольного альбому On an Island. Концерт був присвячений також пам'яті Сіда Баретта, який помер у тому ж році.

## Сингли
- (1971) One of These Days / Fearless (виданий у США та Таїланді)
- (1971) One of These Days / Seamus (виданий в Японії)

## Чарти
| Рік  | Чарт            | Позиція | Країна            |
| ---- | --------------- | ------- | ----------------- |
| 1971 | UK Albums Chart | 3       | (Велика Британія) |
| 1971 | Billboard       | 70      | (США)             |